# Seznam českých rekordů sportovní střelby
(Článek obsahuje seznam českých rekordů sportovní střelby k 31. prosinci 2015.

## Pistole

### Libovolná pistole60 ran na 50 metrů - základní závod
| Kategorie             | Jméno                                                                                               | Klub             | Výsledek | Den vytvoření   | Soutěž                      | Místo |
| --------------------- | --------------------------------------------------------------------------------------------------- | ---------------- | -------- | --------------- | --------------------------- | ----- |
| muži                  | Martin Tenk (1972)                                                                                  | SSKP Rapid Plzeň | 579      | 26. květen 1995 | Český pohár – 2. kolo       | Plzeň |
| muži – družstvo       | RAPID Plzeň: Stanislav Jirkal (1955), Jiří Pletánek (1974), Vlastislav Fiala (1953)                 | SSKP Rapid Plzeň | 1685     | 20. září 1996   | Mistrovství České republiky | Plzeň |
| junioři               | Martin Pecháček (1991)                                                                              |                  | 559      | 1. září 2006    | Český pohár – 4. kolo       | Plzeň |
| junioři – družstvo    | Družstvo České republiky: Jindřich Dubový (1993), David Malúšek (1989), Martin Pecháček (1991)      |                  | 1650     | 2. květen 2008  | mezinárodní závody IWK      | Suhl  |
| dorostenci            | Martin Pecháček (1991)                                                                              |                  | 559      | 1. září 2006    | Český pohár – 4. kolo       | Plzeň |
| dorostenci – družstvo | Moravskoslezské krajské sdr. A: Daniel Gierczak (1989), Jindřich Dubový (1993), Martin Lepka (1991) |                  | 1559     | 14. září 2007   | Mistrovství České republiky | Brno  |

### Rychlopalná pistole 2x30 ran na 25 metrů - základní závod
| Kategorie             | Jméno                                                                                       | Klub             | Výsledek | Den vytvoření   | Soutěž                      | Místo |
| --------------------- | ------------------------------------------------------------------------------------------- | ---------------- | -------- | --------------- | --------------------------- | ----- |
| muži                  | Martin Strnad (1974)                                                                        | SSKP Rapid Plzeň | 590      | 21. květen 2006 | Český pohár – 1. kolo       | Plzeň |
| muži – družstvo       | Družstvo České republiky: Josef Fiala (1980), Martin Podhráský (1983), Martin Strnad (1974) |                  | 1744     | 4. květen 2012  | Grand Prix of Liberation    | Plzeň |
| muži – družstvo       | Družstvo České republiky: Martin Strnad (1974), Martin Podhráský (1983), Tomáš Těhan (1989) |                  | 1744     | 9. květen 2014  | Grand Prix of Liberation    | Plzeň |
| junioři               | Tomáš Těhan (1989)                                                                          |                  | 583      | 27. červen 2008 | Český pohár – 3. kolo       | Plzeň |
| junioři – družstvo    | Družstvo České republiky: Jakub Klečka (1995), Lukáš Skoumal (1999), Vojtěch Hejna (2000)   |                  | 1669     | 11. červen 2015 | Setkání olympijských nadějí | Plzeň |
| dorostenci            | Jakub Klečka (1995)                                                                         |                  | 579      | 18. květen 2013 | Český pohár – 2. kolo       | Plzeň |
| dorostenci – družstvo | SSK Rožnov: Jakub Petřek (1994), Martin Chovančík (1994), Radomír Šemnický (1993)           | SSK Rožnov       | 1563     | 11. září 2010   | Mistrovství České republiky | Plzeň |

### Rychlopalná vzduchová pistole 2x30 ran na 10 metrů - RVzPi
| Kategorie          | Jméno                                                                             | Klub             | Výsledek | Den vytvoření    | Soutěž                      | Místo   |
| ------------------ | --------------------------------------------------------------------------------- | ---------------- | -------- | ---------------- | --------------------------- | ------- |
| muži               | Martin Strnad (1974)                                                              |                  | 592      | 21. březen 2004  | Mistrovství České republiky | Brno    |
| muži – družstvo    | SSK Rapid Plzeň: Martin Strnad (1974), Martin Podhráský (1983), Pavel Eret (1980) | SSKP Rapid Plzeň | 1756     | 21. březen 2004  | Mistrovství České republiky | Brno    |
| junioři            | Ivo Bittner (1984)                                                                |                  | 583      | 20. březen 2004  | Finále České střelecké ligy | Brno    |
| junioři – družstvo | SSK Rožnov: Jakub Petřek (1994), Martin Chovančík (1994), Matěj Rampula (2000)    | SSK Rožnov       | 1694     | 22. březen 2014  | Mistrovství České republiky | Ostrava |
| dorostenci         | Jakub Klečka (1995)                                                               |                  | 579      | 2. prosinec 2013 | Grand Prix Praha            | Plzeň   |

### Sportovní pistole 30+30 ran na 25 metrů - základní závod
| Kategorie             | Jméno                                                                                              | Klub            | Výsledek | Den vytvoření   | Soutěž                      | Místo |
| --------------------- | -------------------------------------------------------------------------------------------------- | --------------- | -------- | --------------- | --------------------------- | ----- |
| muži                  | Pavel Šafránek (1965)                                                                              | SSK Dukla Plzeň | 591      | 15. září 2002   | Mistrovství České republiky | Brno  |
| muži – družstvo       | SSK Dukla Plzeň: Zdeněk Bardisal (1974), Josef Fiala (1980), Pavel Šafránek (1965)                 | SSK Dukla Plzeň | 1745     | 11. září 2005   | Mistrovství České republiky | Plzeň |
| junioři               | Tomáš Těhan (1989)                                                                                 | SSK Dukla Plzeň | 591      | 7. červen 2009  | Setkání olympijských nadějí | Plzeň |
| junioři – družstvo    | SSK Dukla Plzeň: Lubor Dědič (1974), Stanislav Gregor (1973), Jiří Pletánek (1974)                 | SSK Dukla Plzeň | 1738     | 12. září 1993   | Mistrovství České republiky | Plzeň |
| ženy                  | Lenka Marušková (1985)                                                                             |                 | 594      | 24. duben 2010  | Český pohár – 1. kolo       | Plzeň |
| ženy – družstvo       | Družstvo České republiky: Lenka Marušková (1985), Petra Hyková (1979), Jana Lorencová (1991)       |                 | 1749     | 9. květen 2009  | Grand Prix of Liberation    | Plzeň |
| juniorky              | Lenka Marušková (1985)                                                                             |                 | 588      | 18. srpen 2004  | Letní olympijské hry        | Atény |
| juniorky – družstvo   | Družstvo České republiky: Michaela Musilová (1989), Gabriela Pitrová (1989), Jana Lorencová (1991) |                 | 1709     | 7. červen 2008  | Setkání olympijských nadějí | Plzeň |
| juniorky – družstvo   | Družstvo České republiky: Anna Dědová (1998), Denisa Bezděčná (1998), Silvie Získalová (1996)      |                 | 1709     | 12. červen 2015 | Setkání olympijských nadějí | Plzeň |
| dorostenci            | Tomáš Těhan (1989)                                                                                 |                 | 581      | 16. září 2007   | Mistrovství České republiky | Brno  |
| dorostenci – družstvo | Moravskoslezské kraj. sdružení A: Radek Cihlář (1988), Daniel Gierczak (1989), Jan Sklenář (1987)  |                 | 1655     | 26. září 2004   | Mistrovství České republiky | Plzeň |
| dorostenky            | Lenka Marušková (1985)                                                                             |                 | 585      | 19. květen 2002 | Český pohár – 2. kolo       | Brno  |
| dorostenky – družstvo | Družstvo České republiky: Michaela Musilová (1989), Gabriela Pitrová (1989), Jana Brabcová (1989)  |                 | 1685     | 6. květen 2005  | mezinárodní závody IWK      | Suhl  |